# ZOO Kontakt Liptovský Mikuláš
ZOO Kontakt Liptovský Mikuláš je kontaktní zoologická zahrada a zábavní park v sousedství aquaparku Tatralandia v Liptově na Slovensku. Nachází se v části Liptovská Ondrašová města Liptovský Mikuláš v okrese Liptovský Mikuláš v Liptovské kotlině a v Žilinském kraji. 

## Další informace
ZOO Kontakt Liptovský Mikuláš byla založena v roce 2007. Od ostatních zoo se liší tím, že určitá zvířata si můžete pohladit (např. morčata, králíky, papošky, lvy aj.), nakrmit krmivem koupeným u pokladny a vyfotografovat. Možná je také jízda na koních a ponících. V zoo se nachází více než 400 zvířat ve 115 druzích a také atrakce pro děti (tobogány, kolotoče, sportoviště, minigolf, vláček apod.). Vstup je zpoplatněn.

## Některá zvířata

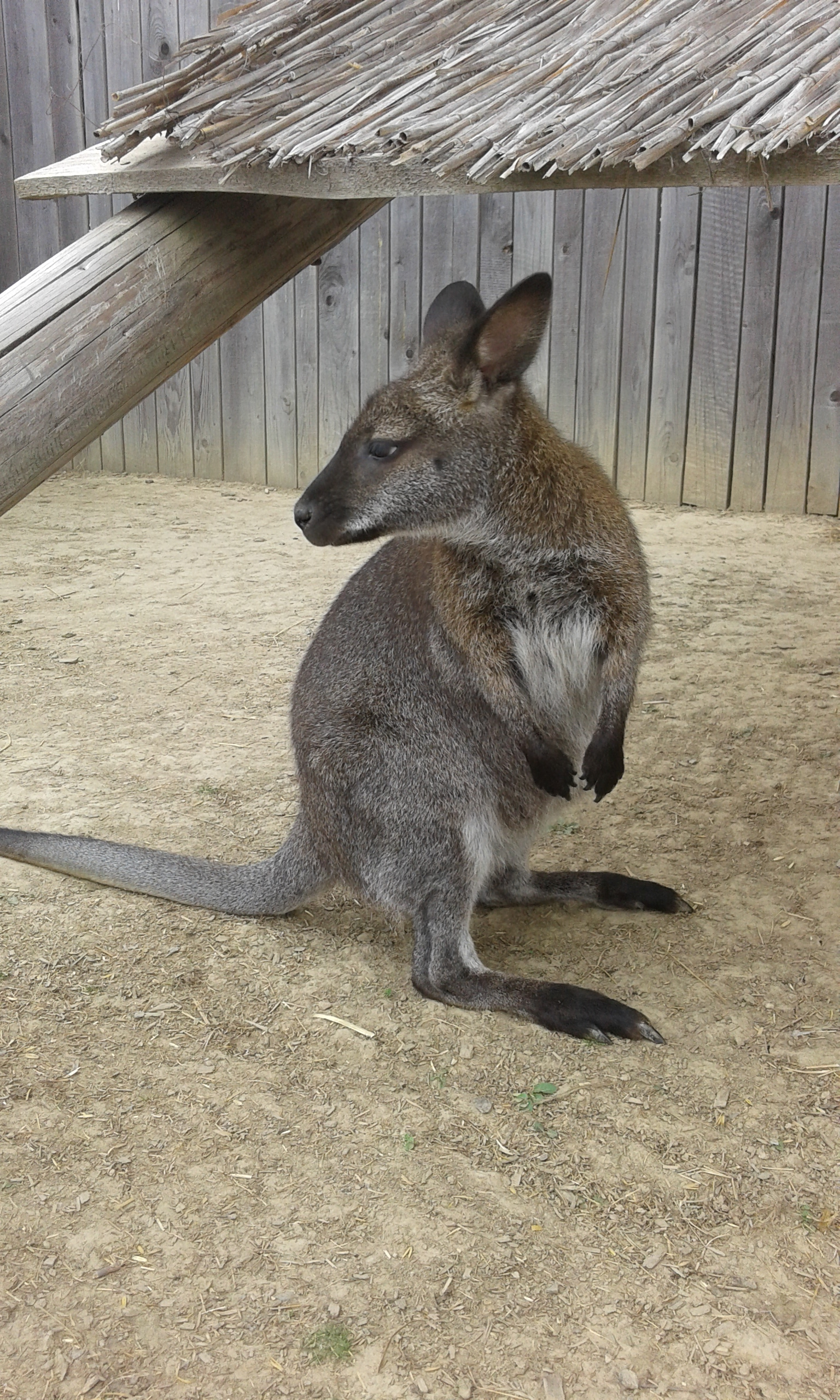
Klokan v zoo

- šelmy – medvěd hnědý, lev, tygr, puma, rys, fenek
- ptáci – papoušci, pelikáni, krocani, emu, dravci, bažanti, domácí drůbež
- hlodavci – veverka, sysel, svišť, morče, králík
- kopytníci – lamy, krávy, ovce, kůň, poník, kozy
- primáti – makak, malpa, kočkodan, kosman
- ostatní – klokani, želva, motýli, plazi[2]

## Galerie

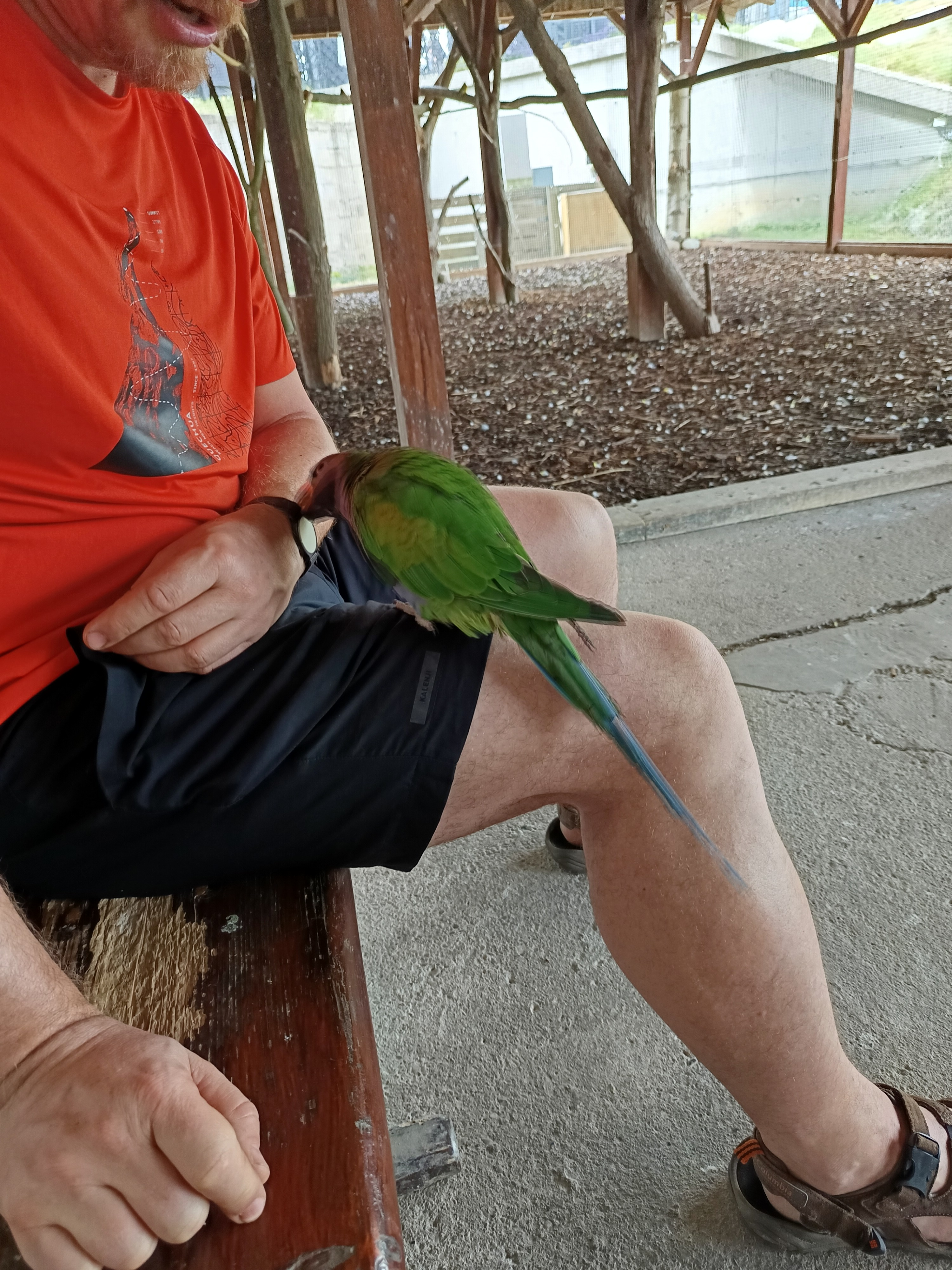
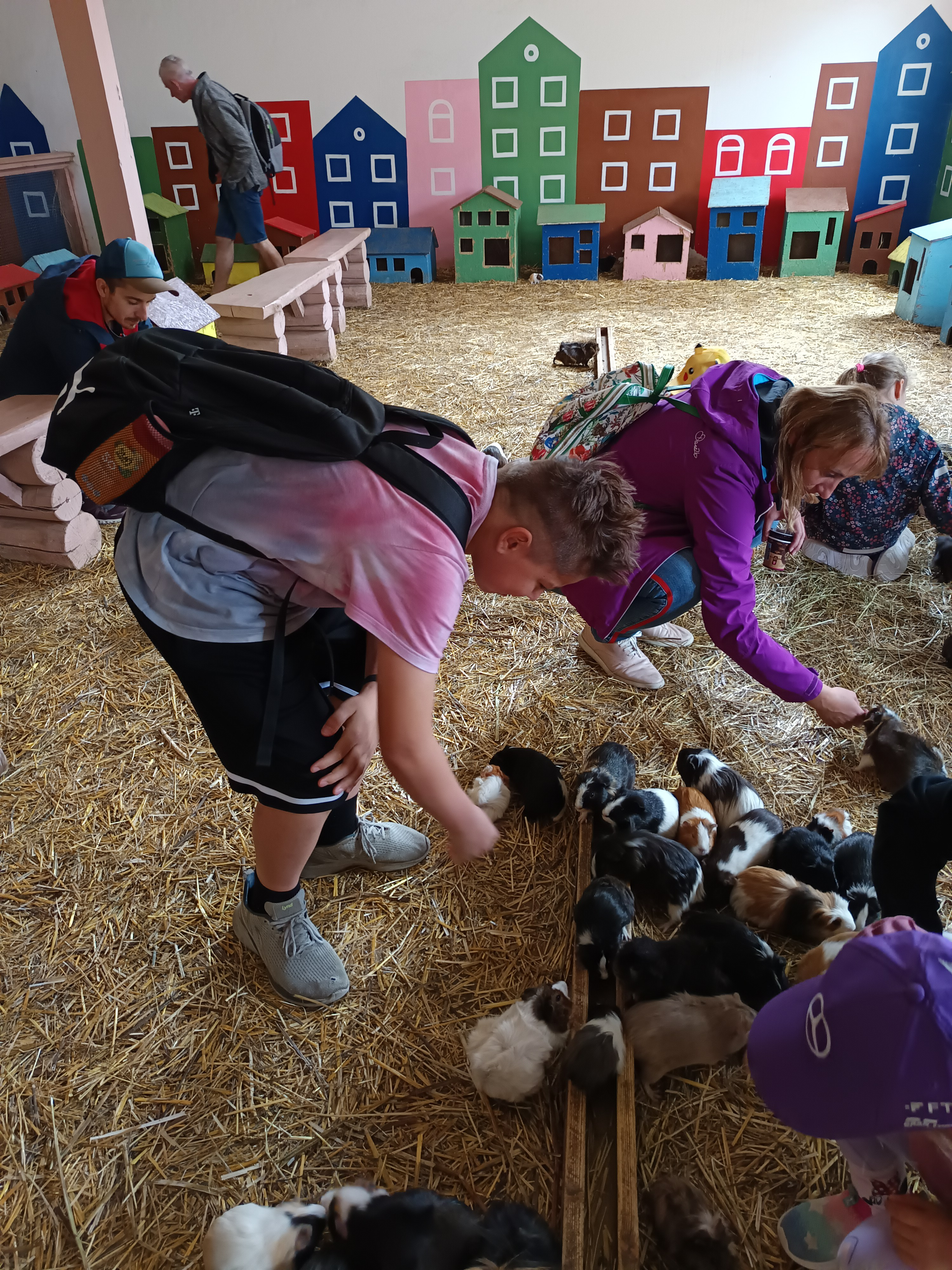
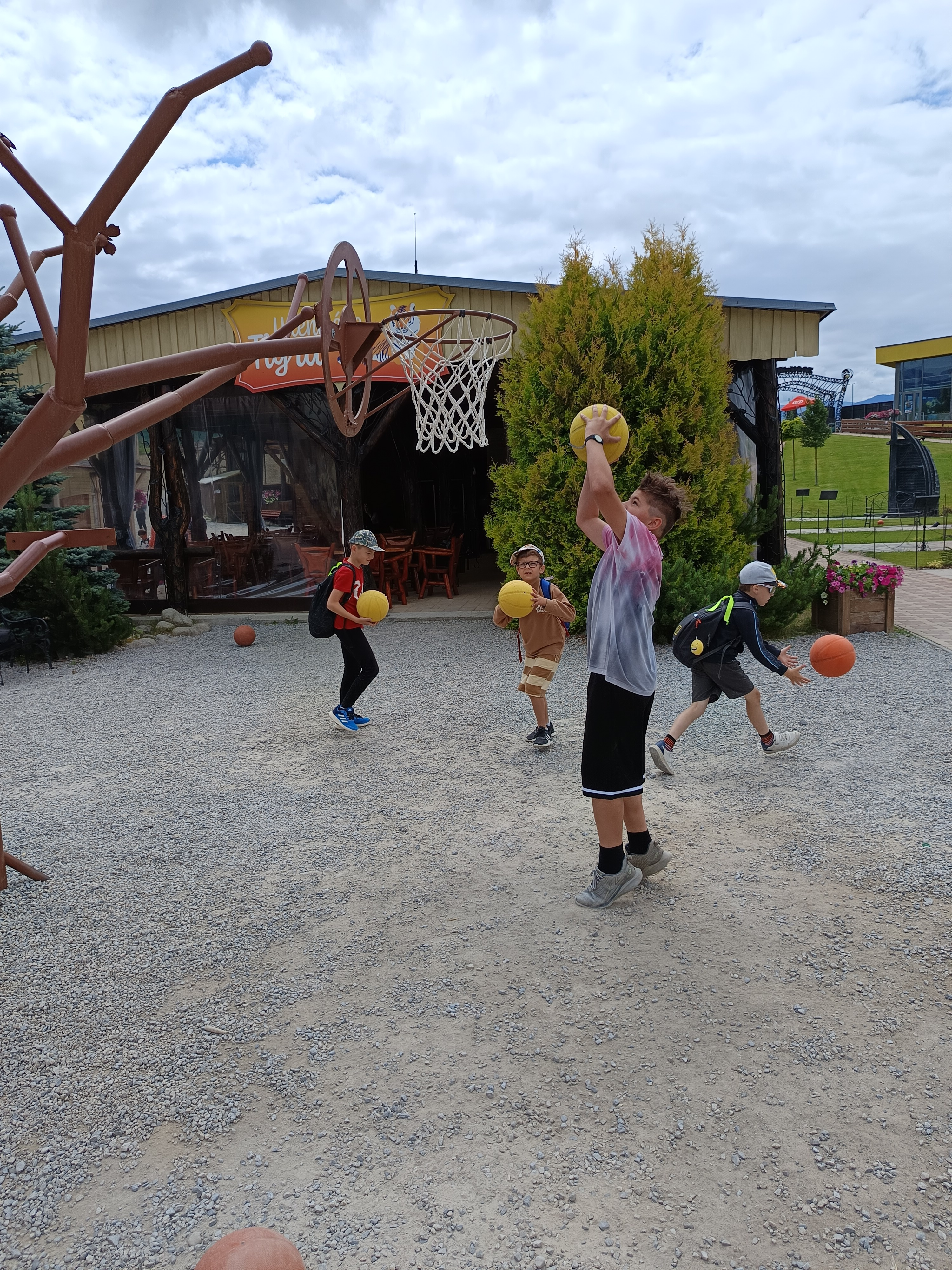
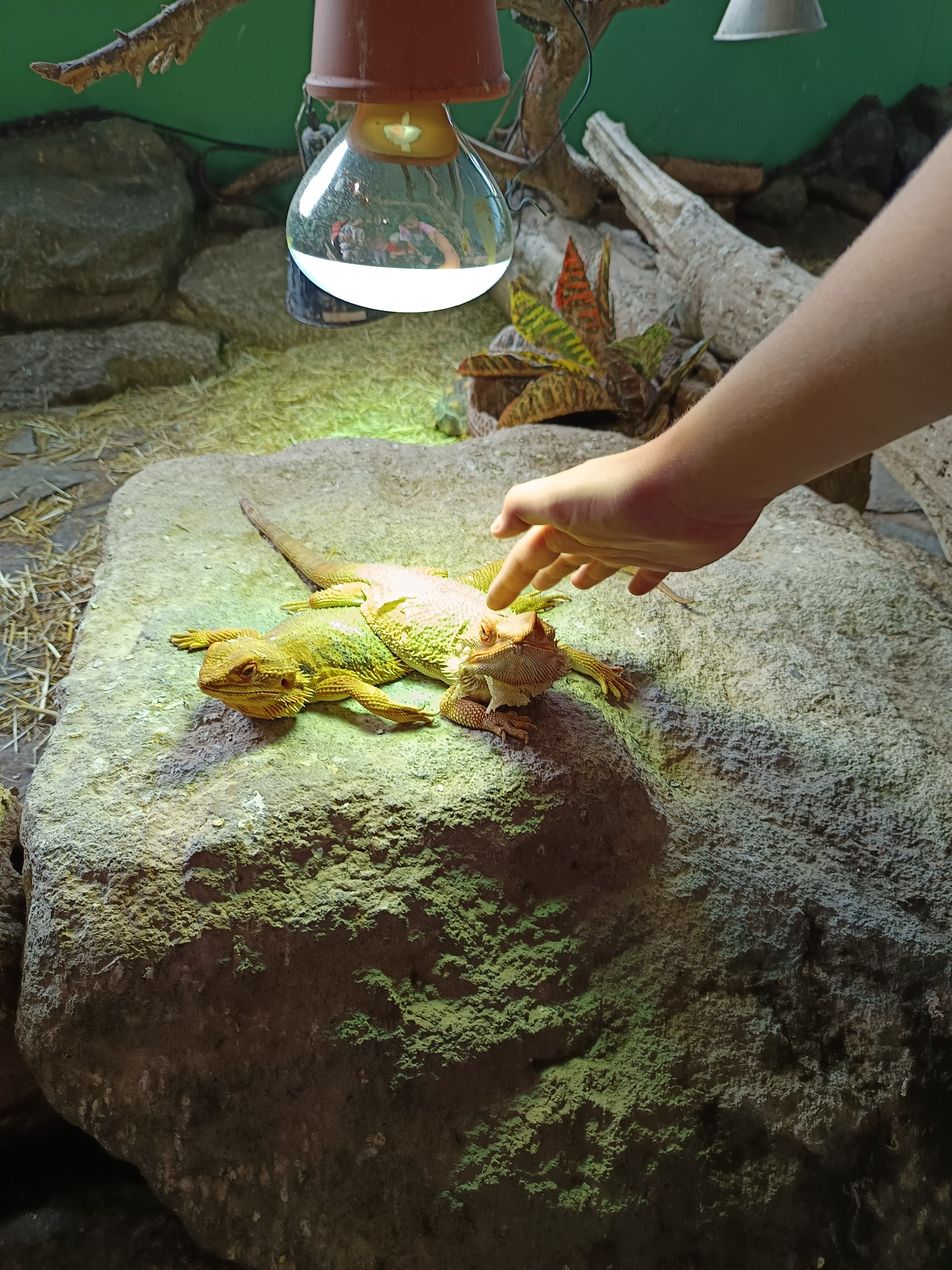
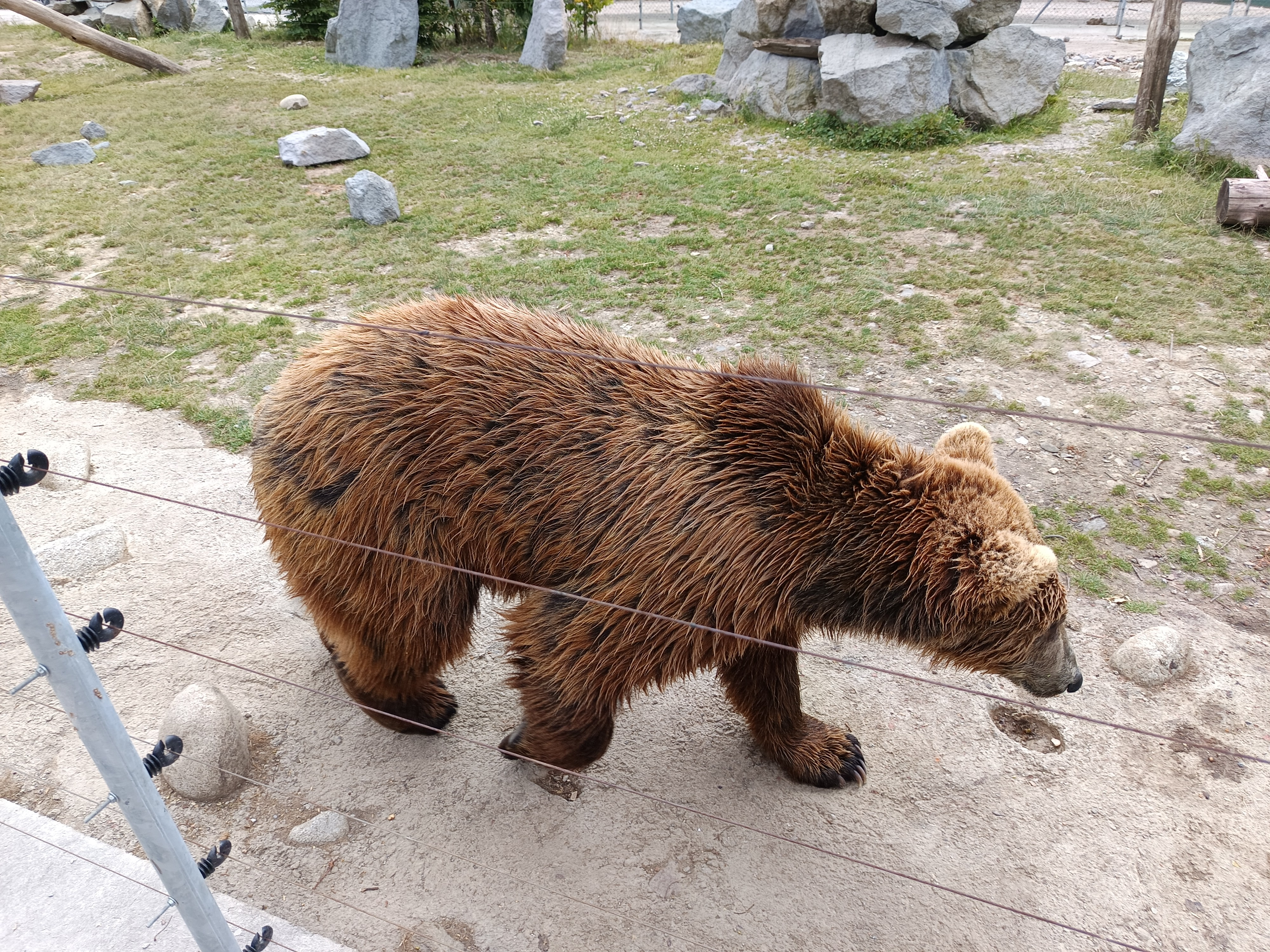
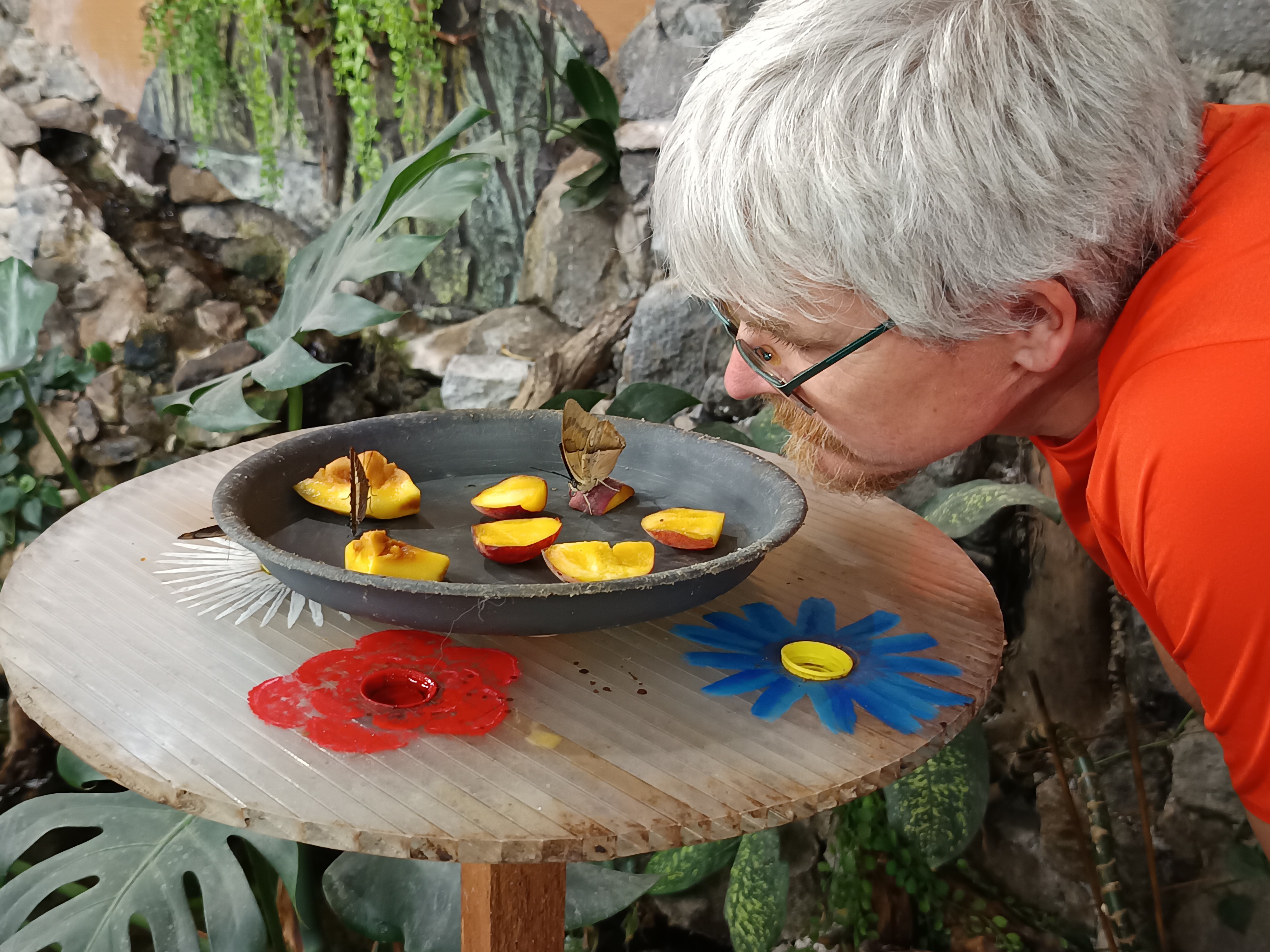